# Komorniki (województwo zachodniopomorskie)
Komorniki – osada w Polsce położona w województwie zachodniopomorskim, w powiecie koszalińskim, w gminie Mielno. Miejscowość wchodzi w skład sołectwa Niegoszcz.
W latach 1975–1998 wieś należała do woj. koszalińskiego.
Zobacz też: Komorniki